# Rathaus (Lubin)

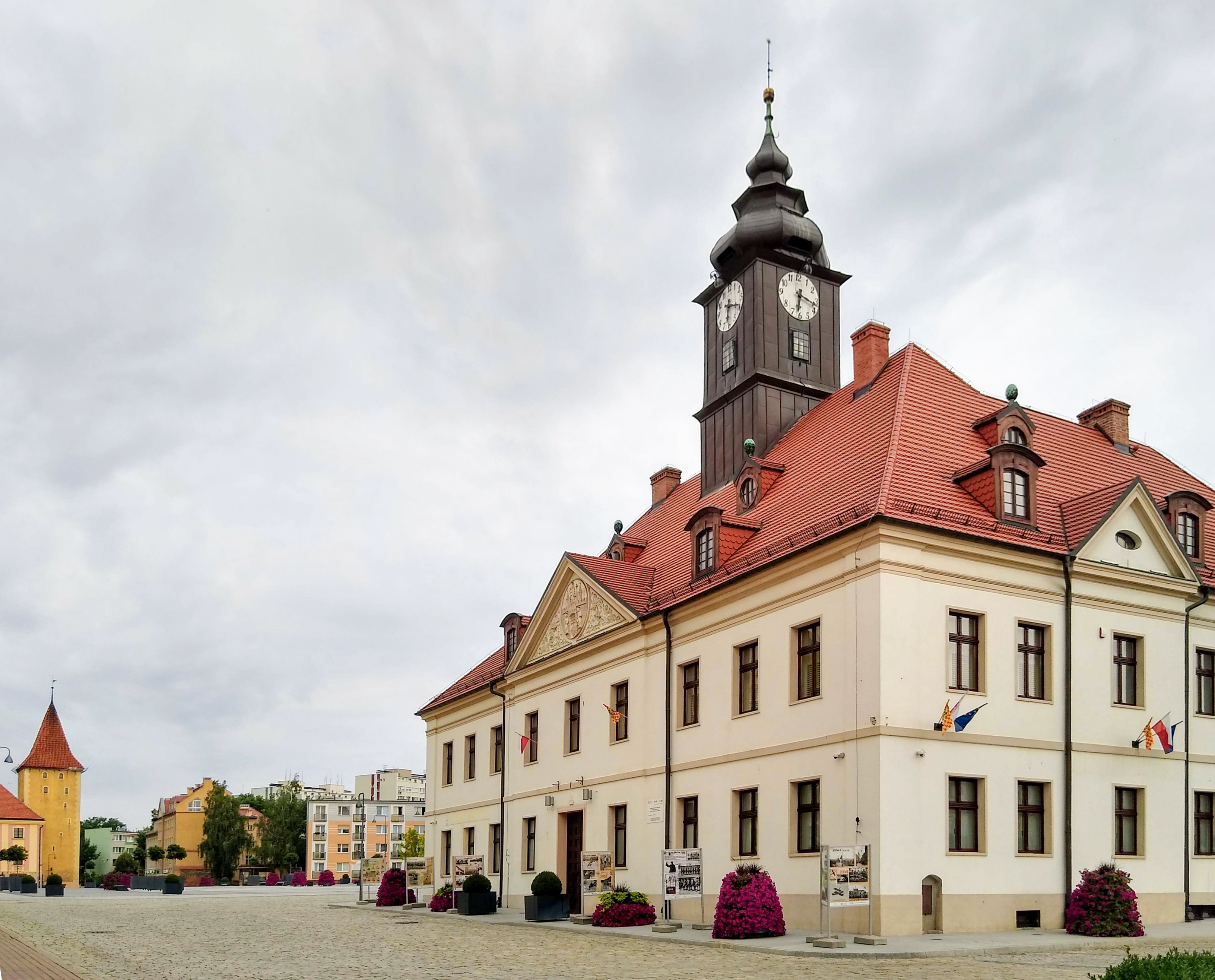
Rathaus und Marktplatz, 2019

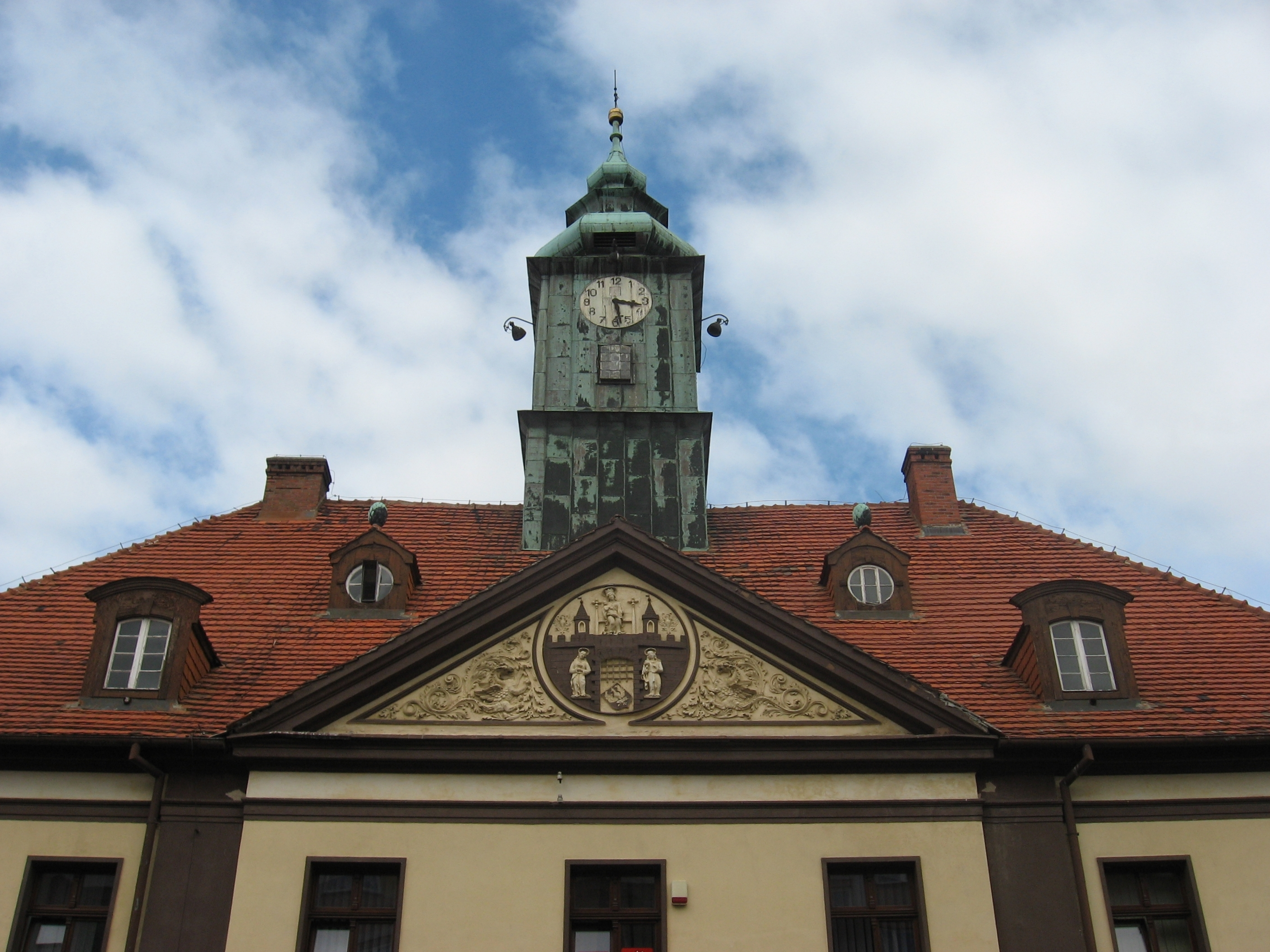
Tympanon mit Wappen, 2007

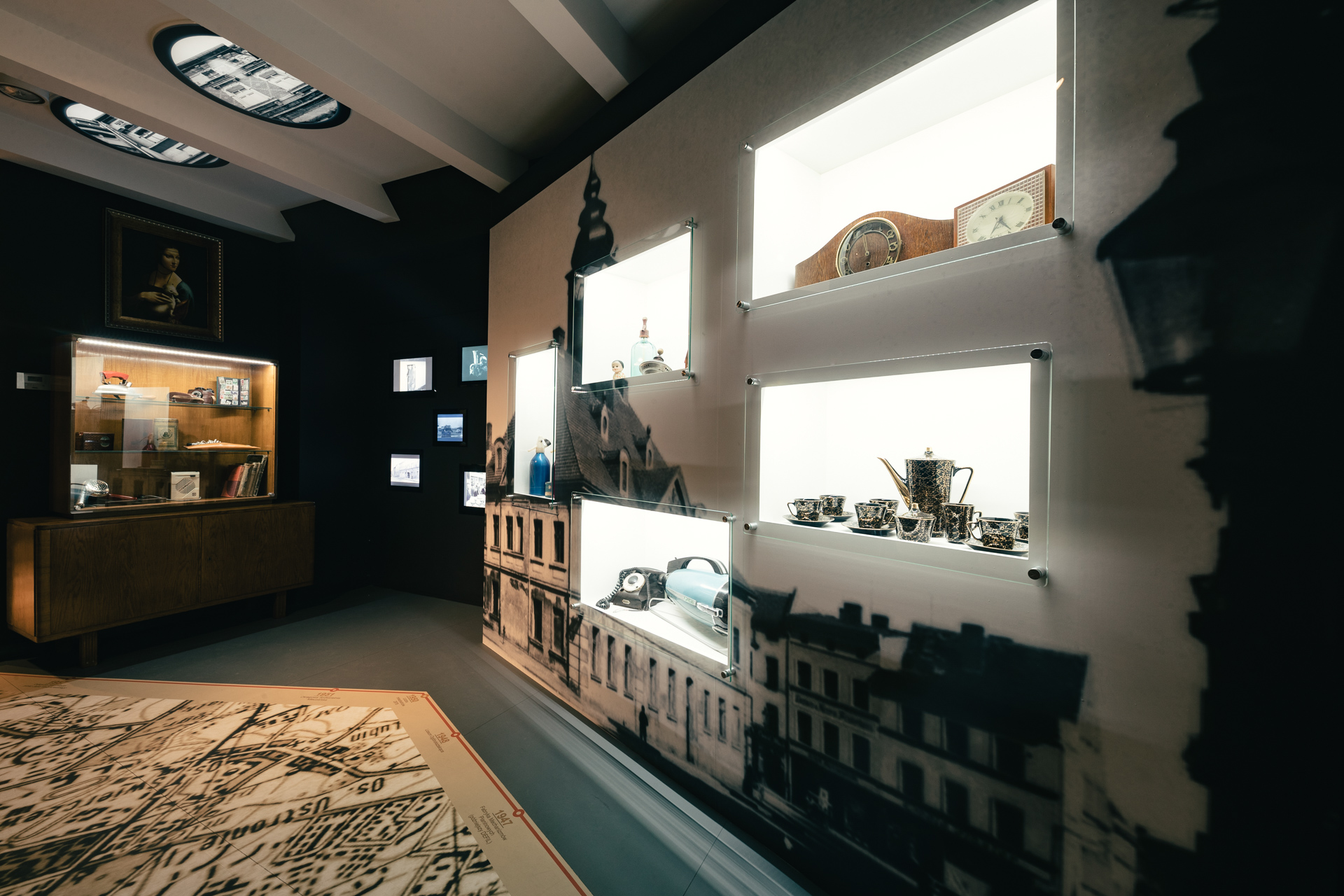
Ausstellung im Rathaus, 2019

Das Rathaus in Lubin (deutsch Lüben) in der Woiwodschaft Niederschlesien in Polen, ist ein 1768 errichtetes barockes Bauwerk. Es wurde nach Kriegszerstörungen 1950 wieder aufgebaut und ist Sitz des historischen Museums.

## Geschichte
Das erste Renaissancerathaus entstand 1515 während einer beträchtlichen Erweiterung der Stadt. Es wurde 1757 bei einem Brand zerstört und infolgedessen abgerissen. Am selben Ort entstand 1768 das heutige Gebäude. Das Rathaus wurde im 19. und 20. Jahrhundert erheblich umgebaut. Das Gebäude wurde 1945 während des Zweiten Weltkrieges schwer beschädigt und 1950 wieder aufgebaut, wodurch es seinen Stil weitgehend verlor. 2010 wurde das Rathaus restauriert und sein Turm wurde mit Kupferblech eingedeckt. Laut der Entscheidung des Woiwodschafts-Denkmalkonservators vom 14. April 1981 wurde das Rathaus in das polnische Denkmalregister eingetragen.

## Architektur
Das Rathaus ist ein spätbarockes Bauwerk auf rechteckigem Grundriss. Es hat zwei Stockwerke und ist mit dem Mansardwalmdach mit Dachgauben eingedeckt. Auf dem Dachfirst befindet sich ein mit Kupferblech eingedecktes Türmchen mit den Zifferblättern und dem barocken Helmdach mit einer Spitze. Die Fassade wird durch flache Risalite mit dreieckigen Giebeln belebt. Der Risalit auf der Westfassade hat unter den Pflanzenornamenten ein Tympanon mit dem Wappen der Stadt.